# Enos Slaughter
Enos Bradsher Slaughter (* 27. April 1916 in Roxboro, North Carolina; † 12. August 2002 in Durham, North Carolina) war ein US-amerikanischer Baseballspieler in der Major League Baseball (MLB). Sein Spitzname war Country.

## Biografie
Enos Slaughter war ein sehr guter Schlagmann in den Mannschaften der St. Louis Cardinals und New York Yankees. In zehn seiner insgesamt neunzehn Spielzeiten hatte er einen Schlagdurchschnitt von über 30 %. Zweimal gewann er mit den Cardinals die World Series (1942 gegen die Yankees und 1946 gegen die Boston Red Sox), mit den Yankees nahm er an drei World Series teil, gewann davon ebenfalls zwei (1956 gegen die Brooklyn Dodgers und 1958 gegen die Milwaukee Braves).
Als Spieler und Tabakfarmer aus dem Süden versuchte Slaughter 1947 einen Boykott gegen die Dodgers zu initiieren, um gegen die Verpflichtung von Jackie Robinson durch die Brooklyn Dodgers zu protestieren. Allerdings drohte der Präsident der National League Ford Frick damit, jeden Spieler, der sich daran beteiligt, sofort zu sperren. So lief diese Maßnahme ins Leere. Allerdings verpflichteten die Cardinals erst 1958 mit Curt Flood einen afro-amerikanischen Spieler.
Slaughter wurde 1985 durch das Veterans Committee in die Baseball Hall of Fame aufgenommen.